# رنگین‌تاب بهشتی
رنگین‌تاب بهشتی (نام علمی: Galbula dea) نام یک گونه از تیره رنگین‌تاب است.